# 伊藤治明
伊藤 治明（いとう はるあき、1952年2月3日 - ）は北海道河西郡中札内村出身のフリーアナウンサー。アナウンス教室講師。オーディオブック話者。

## 来歴・人物
北海道帯広三条高等学校を経て、立命館大学文学部哲学科心理学専攻に進学し。学生時代には公営競技の実況をアルバイトで務めた。大学卒業後の1975年に北海道文化放送（UHB）へ入社し。アナウンサーとして主にスポーツ中継や報道を担当。UHBの初期のスポーツ実況をほとんど担当したため、実況種目は10競技を超えている。競馬中継ではテンポイント・ハギノトップレディ・サッカーボーイの新馬戦を担当したほか、ホウヨウボーイの大沼ステークス、ハギノトップレディとブロケードの新旧桜花賞馬対決となった巴賞も実況し、北海道競馬記者クラブ創設にも関わった。競馬の仕事を通して寺山修司との交流もあり、寺山には「レースでの騎手の駆け引きなど専門的なことなどを教えてもらった」と回想。実況スタイルは踏襲していないが、盛山毅を師と仰ぎ、杉本清の影響を強く受けた。系列局の同期や1年先輩・後輩には馬場鉄志・神田康秋・堺正幸・浅見博幸・岩田雅人などがおり、親交も深かった。競馬以外では北海道マラソン・UHB杯ジャンプラージヒルを第1回から実況し、他局の応援実況も積極的に引き受けた。1993年に制作部へ異動し、スポーツ番組のディレクター・プロデューサーとしてUHBスポーツ中継の基礎を築いた。北海道マラソンでは中継方式を移動車方式からセンター方式へと変更し、今日のマラソン中継の形を作り上げた。1999年からは映像局ライブラリー室勤務となり、取材用VTRテープの管理システムを共同開発したほか、フィルム素材のアーカイブ化を完成させて番組の企画・制作にあたった。2007年5月31日に早期退職。退職と同時に北海道芸術高等学校で講師を務め2024年まで在籍する。その間、放送部顧問として「NHK杯放送コンテスト」「高文連放送コンテスト」などで多くの生徒を全国大会に送り出す。
現在は有限会社「イーヴォイス ナレーション工房」代表としてナレーションのオンライン制作に力を入れるほか、、養成所「札幌アナウンスセミナー」でアナウンサー・ナレーター・声優育成の講師も務める。、2014年には日本語検定1級を取得し、2021年には読人舎を設立。オーディオブッククリエイターとして、本名の他に「鬼城院護」「広小路学」名で作品を配信する。

## 出演番組
競馬
- uhb競馬中継
- 競馬中継（福島テレビ、応援）
- 競馬中継（フジテレビ、応援）
- ドリーム競馬（東海テレビ、応援）

マラソン
- 北海道マラソン
- サロマ湖100キロウルトラマラソン
- 国際千葉駅伝
- 東日本女子駅伝
- 仙台ハーフマラソン

ウインタースポーツ
- UHB杯ジャンプラージヒル
- UHB杯サマージャンプ
- 北海道フィギュアスケート選手権
- フリースタイルスキー北海道大会
- アイスホッケー日本リーグ中継

ゴルフ
- 北海道女子オープンゴルフ→東洋水産レディス北海道
- 道北オープンゴルフ
- キャノンクイーンズカップゴルフトーナメント
- JUNON女子オープン
- フジサンケイクラシック・フジサンケイレディスクラシック
- 三菱ギャラントーナメント
- 東北クイーンズゴルフ
- いすゞレディースカップトーナメント

バレーボール
- 春の高校バレー

テニス
- ミルクランドカップテニス

アメリカンフットボール
- 北海道学生アメリカンフットボール選手権
- MISAWAパインボウル

相撲
- uhb杯大相撲トーナメント

陸上
- 南部忠平記念陸上

## 主な実況歴（判明分）
- 中日新聞杯（1988年）
- セイユウ記念（1989年, 1990年, 1992年）
- 函館記念（1982年, 1983年, 1988年, 1989年, 1991年）
- 函館3歳ステークス（1981年〜1983年, 1986年, 1988年, 1989年）
- 札幌記念（1982年, 1983年, 1991年, 1992年）
- 北海道3歳ステークス→札幌3歳ステークス（1981年〜1984年, 1988年, 1989年）